# ATO Records
ATO Records, або According to Our Records (укр. Згідно з нашими записами) — американський лейбл звукозапису, заснований 2000 року.
Засновником компанії став американський музикант, співак, автор-виконавець Дейв Меттьюз. 2000 року він створив лейбл ATO Records разом із власним менеджером Кораном Кепшоу. Керівниками було призначено тур-менеджера гурту Dave Matthews Band Майкла Макдональда, якому допомагав Кріс Тетцелі. Компанія знаходилася в Нью-Йорку та видавала в США записи британського виконавця Девіда Грея, а також американських співаків Петті Гріффін та Бена Квеллера. Сам Меттьюз мав діючий контракт з лейблом RCA Records, але використовував ATO Records, щоб випустити записи цікавих виконавців, які подобалися йому самому.
ATO Records продовжував роботу протягом наступних десятиріч як незалежний лейбл, випустивши альбоми таких артистів, як King Gizzard & The Lizard Wizard, Black Pumas, Нік Хакім, My Morning Jacket, Alabama Shakes, Rodrigo Y Gabriela, Нілуфер Ян'я, Mattiel, Drive-By Truckers, Primus та багатьох інших — загалом понад 100 виконавців. 